# S Draconis
S Draconis är en stjärna i stjärnbilden Draken. Den varierar i magnitud 10,5-11,5 och klassificeras som en variabel stjärna av halvregelbunden typ. Ljusstyrkan varierar med en period av ungefär 136 dygn.